# Phanerophlebia umbonata
Phanerophlebia umbonata là một loài thực vật có mạch trong họ Dryopteridaceae. Loài này được Underw. miêu tả khoa học đầu tiên năm 1899.